# 9 Brygada Wsparcia Dowodzenia Dowództwa Generalnego Rodzajów Sił Zbrojnych
9 Brygada Wsparcia Dowodzenia Dowództwa Generalnego Rodzajów Sił Zbrojnych
im. gen. dyw. Wiktora Thomée. (9 BWD DG RSZ) – związek taktyczny Wojsk Łączności Sił Zbrojnych RP.
Brygada została sformowana w 2013 roku, w ramach reformy systemu kierowania i dowodzenia Siłami Zbrojnymi Rzeczypospolitej Polskiej.
Brygada podlega Dowództwu Generalnych Rodzajów Sił Zbrojnych.
Pierwszym dowódcą brygady został pułkownik Ireneusz Szkolniak, a jego zastępcą pułkownik Piotr Adamski.
23 grudnia 2013 roku pułkownik Szkolniak przyjął w podporządkowanie jednostki wsparcia dowodzenia trzech rodzajów sił zbrojnych.
Z dniem 1 stycznia 2014 roku Centrum Wsparcia Mobilnych Systemów Dowodzenia zostało przeformowane w Centrum Wsparcia Systemów Dowodzenia Dowództwa Generalnego Rodzajów Sił Zbrojnych.

## Struktura organizacyjna Brygady 1 stycznia 2014 roku
- Dowództwo 9 Brygady Wsparcia Dowodzenia Dowództwa Generalnego Rodzajów Sił Zbrojnych, 05-127 Białobrzegi, ul. Osiedle Wojskowe 93
- 5 Batalion Dowodzenia (JW 2771), 30-901 Kraków 50 Rząska, ul. Krakowska 2
- 6 Batalion Dowodzenia Sił Powietrznych (JW 4430), 63-100 Śrem, ul. Sikorskiego 2
- Batalion Dowodzenia Dowództwa Wojsk Lądowych (JW 5644), 01-783 Warszawa, ul. Dymińska 13
- Centrum Wsparcia Systemów Dowodzenia Dowództwa Generalnego Rodzajów Sił Zbrojnych, 01-783 Warszawa, ul. Dymińska 13
- Centrum Wsparcia Teleinformatycznego i Dowodzenia Marynarki Wojennej im. płk. Kazimierza Pruszkowskiego, 84-200 Wejherowo, ul. Sobieskiego 277
- 9 Batalion Dowodzenia, 05-127 Białobrzegi, ul. Osiedle Wojskowe 93 (od 1 marca 2014)[potrzebny przypis]

## Dowódcy
- płk Ireneusz Szkolniak (2013–2015)
- płk Piotr Adamski cz.p.o. (2015–2015)
- płk dypl. Zygmunt Malec (2015–2016)
- płk dypl. dr inż. Piotr Waniek[3] (2016–2023)
- płk Andrzej Kwaśnik (2023- obecnie)

Insygnia
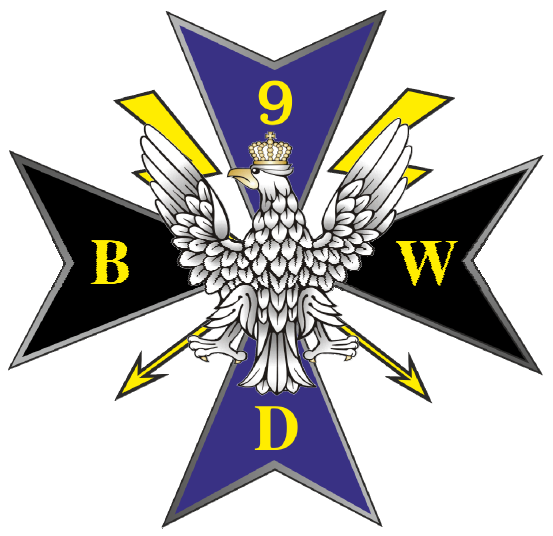
Odznaka pamiątkowa
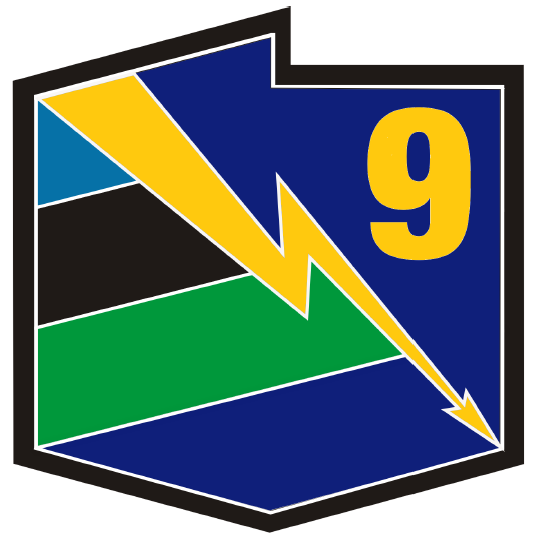
Oznaka rozpoznawcza na mundur wyjściowy
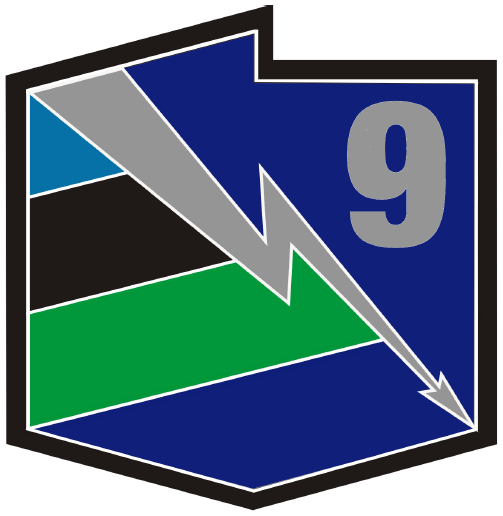
Oznaka rozpoznawcza na mundur polowy
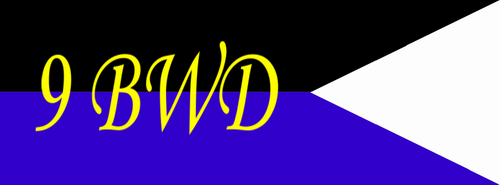
Proporczyk na beret